# Gerrit Imbos

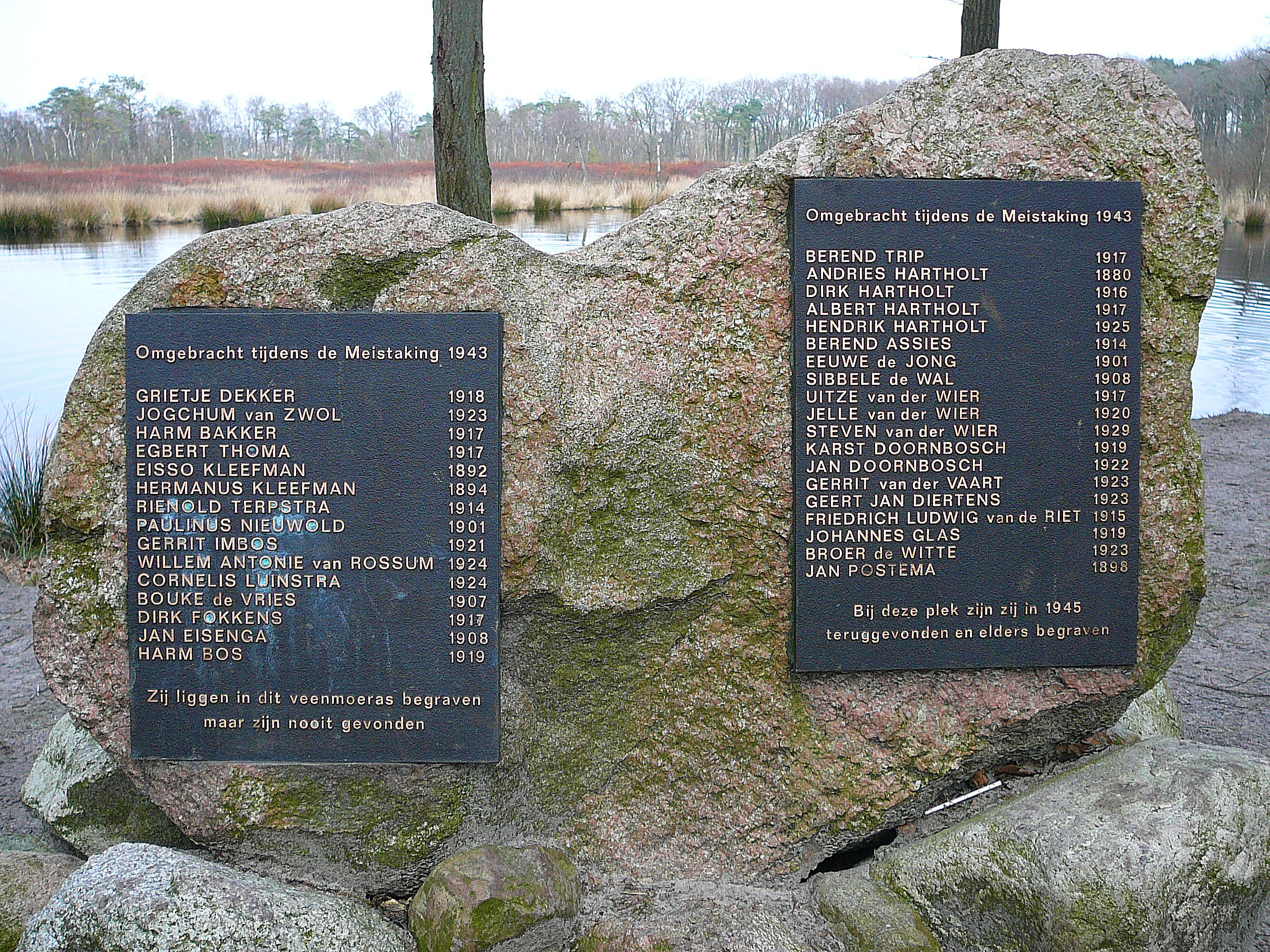
Monument Slachtoffers Meistaking 1943 in Appelbergen.

Gerrit Imbos (Foxhol, 21 juli 1921 - Hoogezand, 4 mei 1943) was een Nederlandse verzetsstrijder tijdens de Tweede Wereldoorlog.
Gerrit Imbos werd geboren als vijfde kind in een gezin van elf kinderen, hij werd vernoemd naar zijn vader. Hij ging naar school in Foxhol en speelde in zijn vrije tijd bij de plaatselijke voetbalclub FVV. Toen hij 14 jaar was, ging hij aan het werk bij scheepswerf Mulder in Foxhol en later als hellingknecht bij Bodewes in Martenshoek.
In 1943 braken in het hele land stakingen uit, ook bij de fabrieken en scheepswerven in de gemeenten Hoogezand en Sappemeer. De mensen weigerden om nog langer voor de Duitsers te werken. De bezetters namen direct maatregelen tegen de stakingen en kondigden het politiestandrecht af, waardoor doodvonnissen zonder pardon konden worden voltrokken.
Zondag 2 mei 1943 werd in de meeste fabrieken in Hoogezand en Sappemeer besloten weer aan het werk te gaan. Bij enkele kleinere fabrieken werd nog gestaakt, reden voor de Duitsers om in te grijpen. Op maandag 3 mei werden door de sicherheitsdienst (SD) 31 stakers opgehaald en weggevoerd. Bij de familie Imbos aan de Foxholsterhoofdweg werd vader Gerrit Imbos opgehaald en meegenomen voor ondervraging naar het beruchte Scholtenshuis in de stad Groningen. Tegen het eind van de avond werd hij weer teruggebracht, men had zijn zoon Gerrit jr. moeten hebben. Gerrit werd alsnog meegenomen naar het Scholtenshuis. Een van de vrachtwagens van de SD kwam vroeg in de morgen van de vierde mei terug naar Hoogezand, met daarin vijf mannen. Deze mannen: Cornelis Luinstra (19 jaar), Paulinus Nieuwold (41 jaar), Riwold Terpstra (29 jaar), Willem van Rossum (19 jaar) en Gerrit Imbos (21 jaar) werden allen bij de strokartonfabriek van Beukema in Hoogezand tegen de muur gezet en doodgeschoten.
De lichamen van de mannen werden achtergelaten in het veenmoeras van Appelbergen, Glimmen. In mei 2004 werd hier ter herinnering een Drentse zwerfkei met bronzen plaquettes geplaatst als Monument Slachtoffers Meistaking 1943.
Bij raadsbesluit van 8 mei 1945 werd de naam van de voormalige Foxholsterhoofdweg gewijzigd in Gerrit Imbosstraat. (De naam van het deel van de straat waar de familie Imbos zelf woonde, werd in 1959 gewijzigd in Woldweg.)